# Huttonit
Huttonitul este un mineral radioactiv de tip silicat (de thoriu) cu formula chimică idealizată ThSiO4 ce cristalizează în sistemul monoclinic. Prezintă dimorfism structural cu mineralul thorit și izomorfism cu monazitul. A fost identificat pentru prima oară în probe de nisip provenind de pe plajele de pe costa vestică a Noii Zeelande de către mineralogistul Colin Osborne Hutton (1910–1971).